# Toxicocinètica
Es defineix a la toxicocinètica com el conjunt de fenòmens que experimenta el tòxic des de la seua entrada a un organisme fins a la seua eliminació.

## Diferències entre farmacocinètica i toxicocinètica
Les principals diferències es produeixen en els objectius i mètodes de cadascun. Mentre que la farmacocinètica estudia segons uns protocols i indicadors preestablerts, la toxicocinètica no pot disposar-ne perquè els compostos tòxics són impredictibles. Una altra diferència és que la farmacocinètica contribueix a la definició de l'activitat d'un medicament, mentre que la toxicocinètica busca els efectes de l'exposició per a predir el risc i la tolerància.

## Models compartimentals
Un model compartimental es produeix quan un producte no és retingut per cap teixit i no presenta afinitat amb aquest, sinó que es difon per tota la massa corporal. No obstant això quan el producte es distribueix de manera no homogènia, més lentament i concentrant-se més en uns teixits que en uns altres llavors hem de saber que hi ha dos o més compartiments:
- El central canalitza els processos cinètics. Encara que no de manera exacta es pot integrar a aquest model els sistemes digestiu, respiratori i renal, nerviós, circulatori i endocrí. És aproximadament el 10 % del pes corporal, constituït per l'aigua plasmàtica intersticial[1] i intracel·lular fàcilment accessible, i es representa per la sang circulant.
- El perifèric no obstant això reté el tòxic a diferents concentracions (models bi o multicompartimentals). En aquest model s'integren el teixit adipós, muscular i cutani. És el 70 % del pes. Pot subdividir-se en superficial i profund.

El nombre de compartiments es pot distingir segons dos criteris fonamentals:
- Reg sanguini: com els tòxics són transportats per la sang, els òrgans més vascularitzats rebran i eliminaran els productes amb major velocitat i quantitat.
- Característiques fisicoquímiques: depenent dels coeficients de repartiment i la capacitat del producte per unir-se amb proteïnes o lípids tissulars.

Sabent això, els diferents compartiments que fan de dipòsit dels xenobiòtics seran:
1. Proteïnes plasmàtiques circulants
2. Proteïnes tissulars o intracel·lulars
3. Àcids nucleics
4. Lípids cel·lulars

Els tres primers retenen el tòxic per absorció, mitjançant enllaços relativament estables (enllaç iònics, d'hidrogen, etc.). No obstant això els lípids cel·lulars els xenobiòtics es dissolen atenent al seu coeficient de repartiment i es retenen per enllaços no-iònics i forces de Van der Waals.
També cal tenir en consideració els compartiments fisiològics que es refereixen a un òrgan o teixit en concret, és a dir que ofereixen una unitat de volum, flux sanguini, i característiques de solubilitat de cada xenobiòtic. Dins d'aquests compartiments es troben:
- Secció vascular, que permet la irrigació sanguínia i l'excreció.
- Contingut intracel·lular (cèl·lules pròpies de l'òrgan)
- Espai intersticial ocupat pel líquid intersticial.

Sabent això es poden estimar els següents compartiments:
- Plasma, hematites
- Òrgans ben irrigats: ronyó, cor, fetge pulmó i aquells que la seua característica és la proporció de lípids: cervell i medul·la espinal
- Teixits poc irrigats: pell, músculs i teixit adipós
- Teixits amb irrigació mínima: ossos, dents, pèls, ungles i cartílags.

No obstant això en la pràctica toxicològica es redueixen a quatre: sang, vísceres molt irrigades, teixit adipós i, ossos, pèls i ungles.

## Processos de trànsit
El trànsit per l'organisme d'un producte tòxic experimenta nombroses transformacions bioquímiques (absorció, distribució, fixació i excreció). Aquests cicles s'estudien sota el nom de toxicocinètica.

### Mecanismes d'absorció
L'absorció consisteix en el mitjà pel qual el tòxic travessa membranes i capes de cèl·lules fins a arribar al torrent sanguini. Vies d'entrada de xenobiòtics ordenats segons la velocitat d'absorció i distribució:
- Intravascular (intraarterial i intravenosa)
- Inhalatòria (alvèols, tracte superior)
- Mucosa (sublingual, vaginal, nasal, ocular)
- Rectal (inferior i superior)
- Intraperitoneal (substàncies hidrosolubles)
- Intramuscular
- Subcutània i percutànea
- Oral

Les substàncies travessen membranes biològiques per filtració, difusió, transport i endocitosi (pinocitosis i fagocitosi).
1. Filtració: les molècules passen travessant els porus o membranes depenent de la pressió i del gradient de concentració (passant la substància d'on està més concentrada a on està més diluïda). Hi ha una sèrie de condicions per a la filtració com la liposolubilitat, els teixits biològics presenten porus de diferent grandària i que la mida de la partícula ha de ser menor a la del porus.
2. Difusió: dissolució dels constituents grassos de la membrana, en aquesta també depén del gradient de concentracions. Tant aquest mecanisme com el de filtració són mecanismes passius (no consumeixen energia)
3. Transport: pot ser per difusió facilitada o transport actiu depenent de com siga el pas a través de la membrana:
  - Difusió facilitada: és un mecanisme de transport de substàncies, sense despesa d'energia (mecanisme passiu), que utilitza com a mediador una proteïna transportadora, que s'uneixen a una molècula de manera específica per a cada substrat, i mitjançant un canvi de conformació molecular i posterior alliberament ajuden al substrat a passar d'un costat a un altre de la membrana.
  - Transport actiu: mecanisme cel·lular amb consum d'energia mitjançant la hidròlisi d'ATP i gràcies al qual algunes molècules tenen la capacitat de travessar la membrana cel·lular en contra d'un gradient de concentració, és a dir, des d'una zona de baixa concentració a una altra de alta concentració, amb la consegüent despesa energètica. Per això a aquest sistema se l'anomena "bombes". Les més interessants són les anomenades "bombes d'expulsió" les quals, mitjançant molècules transportadores i consum d'ATP, extreuen substàncies de la cèl·lula a l'espai extracel·lular. Exemples de tals molècules són el de la "bomba d'expulsió de conjugats", la "bomba d'expulsió de fosfolípids", etc. Aquestes proteïnes són abundants al fetge (a la membrana canalicular de l'hepatòcit), intestins, ronyó, pulmó, placenta, etc. En els testicles, en les cèl·lules de Sertoli i les de Leydig, realitzen una important funció protectora en evacuar tòxics, com plaguicides orgànics halogenats.
4. Endocitosi: mitjançant invaginació de la membrana plasmàtica engloba molècules i partícules en un procés dependent d'ATP i d'ions de calci.

### Distribució
Un cop entri el tòxic en la sang, aquesta el distribueix per tot el cos. Alguns xenobiòtics són transportats dissolts en aigua plasmàtica que s'uneixen a ions o molècules xicotetes. Les molècules apolars o liposolubles s'uneixen a les lipoproteïnes α i β per dissolució en el component lipídic. Altres substàncies i elements, com el plom, es transporten fixats a l'estroma dels hematites.
Les proteïnes plasmàtiques (circulants) i les tissulars (tant en la superfície com intracel·lulars) fixen la majoria dels xenobiòtics per absorció, mitjançant enllaços estables però reversibles, de caràcter iònic, enllaços d'hidrogen, ió/dipol, forces de Van der Waals. En toxicologia tenen especial interès les proteïnes ceruloplasmina (Cu), transferrina (Fe) i metal·lotioneïna (Cd, Zn, Pt...).
Concretant sobre la ceruloplasmina, segons Mercer, el coure de la dieta travessa la membrana plasmàtica gràcies a la intervenció d'un enzim ATPasa tipus P (ATP7A) i penetra a la vena porta que el du al fetge. La manca d'ATP7A, provoca la pèrdua de coure amb la femta o la seua acumulació en l'intestí i una deficiència en el fetus, per a la penetració del qual es necessita d'aquest enzim i, consegüentment, retard mental i anormalitats en el teixit conjuntiu originant, el que es coneix com a malaltia de Menkes. En el fetge hi ha una ATP7B que participa en l'eixida de l'ió cap a la bilis i la sang. En aquesta, el coure és transportat per la ceruloplasmina i circula en el cervell gràcies a l'ATP7A i en la glàndula mamària per la ATP7B. La deficiència d'aquesta última dona lloc a acumulació, per retenció, en el fetge i, degeneració hepàtica i neuronal, en el qual es coneix com a malaltia de Wilson o degeneració hepatolenticular. Per tant, quan per causes genètiques, hereditàries, un individu posseeix una dotació insuficient d'aquestes proteïnes, el coure absorbit normalment amb els aliments no es transporta apropiadament i es diposita en diferents òrgans, ocasionant les malalties esmentades.
La fixació dels xenobiòtics a les proteïnes plasmàtiques normalment és reversible perquè són unions febles energèticament i rarament covalents.
El principal factor per a la distribució del tòxic és la irrigació sanguínia dels diferents òrgans. Així, el cervell, que constitueix només el 2% del pes corporal, rep el 16% de l'enviament cardíac.
La velocitat d'entrada d'un xenobiòtic en els diferents teixits depén de la velocitat relativa de la sang. El pas del xenobiòtic des de la sang als teixits es regeix pels mateixos mecanismes que l'absorció. La difusió a través de la membrana capil·lar obeeix al gradient de concentració del xenobiòtic lliure i a la menudesa de la molècula, sent així que les molècules liposolubles penetren ràpidament en els teixits a causa del coeficient de partició lípid/aigua.

### Localització, acumulació o fixació
Els xenobiòtics es distribueix a través de la sang a tots els teixits de l'organisme que els reté de dues maneres:
- En els teixits sensibles al fàrmac.
- En els teixits d'acumulació o emmagatzematge.

La sang arterial aporta la substància als organismes i la venosa els extrau. Les prioritats físiques i químiques, com el coeficient de partició en el primer cas i l'afinitat en el segon donen lloc a l'acumulació dels tòxic en l'organisme. Com a exemple veiem que els compostos organoclorats i dissolvents apolars es retenen en el teixit nerviós i adipós, per la liposolubilitat; el plom i el fluor en els ossos a causa de la interferència amb l'ió Ca; l'arsènic en pèls i ungles, per la fixació en les seues proteïnes amb gran proporció d'aminoàcids ensofrats; el mercuri en el ronyó, etc.

### Eliminació
L'eliminació dels tòxics es produeix per via urinària, bilis i excrements majoritàriament. Menors quantitats s'eliminen per suor i saliva.

#### Excreció renal
És el millor sistema d'eliminació. Es realitza per tres mecanismes fonamentalment:
- Filtració glomerular: la condició essencial per a l'eixida de substàncies són:mida molecular limitat, escassa unió a proteïnes i solució en aigua (polaritat). Els porus del glomèrul posseeixen un diàmetre de l'ordre de 70 nm que permet el pas de substàncies de pes molecular de fins a 70.000 uma, com l'albúmina. Per això en condicions normals, no poden eixir amb l'orina ni les proteïnes plasmàtiques ni els tòxics units a aquestes, per això només ha de filtrar aigua i substàncies dissoltes.
- Secreció tubular activa: en aquesta intervenen "transportadors" d'elements polars, fins i tot en contra del gradient, des de la sang a l'orina. Constitueixen sistemes especialitzats per a substàncies àcides i bàsiques.
- Reabsorció tubular activa: les substàncies molt liposolubles es reabsorbeixen en passar pel ronyó. Les substàncies ionitzades, que no es reabsorbeixen s'eliminen per l'orina. El pH influeix en el fenomen, això és perquè l'eliminació per difusió de xenobiòtics ionitzables, com àcids febles, siga més gran quan l'orina està alcalina ja que llavors la reabsorció és mínima.

#### Excreció biliar i cicle enterohepàtic
A través de la bilis, el fetge excreta substàncies d'elevat pes molecular, ja siguen polars o apolars, no ionitzades, catiòniques o aniòniques. Des de la bilis segueixen un camí diferent i s'excreten finalment en la femta la fracció no reabsorbida. No obstant això, el tòxic un colp a l'intestí pot tornar a ser absorbit i això implicaria el que s'anomena "cicle enterohepàtic" que és el que es coneix com el retard de l'eliminació del tòxic per la femta i torna a provocar l'efecte. ..

#### Excreció i cicle salivar
La secreció de la saliva és incrementada o disminuïda per nombrosos agents tant físics (calor), químics (sabors àcids o salats), farmacològics (colinèrgics o anticolinèrgics), com psicològics (imaginació de sensacions agradables o desagradables), el que influeix en la concentració dels xenobiòtics en aquesta. L'excreció dels xenobiòtics en la saliva varia segons el pH d'aquesta, per exemple en relació saliva/plasma:
- Menut que 1 per a compostos àcids.
- Igual a 1 per a les neutres o àcides i bàsiques febles.
- Major que 1 per a substàncies bàsiques.

La presència a la saliva de sals metàl·liques com plom, mercuri, etc, formen dipòsits de sulfur que origina, en persones poc higièniques, dipòsits foscos en les dents, i això és el que es coneix com a rivet de Burton (rivet gingival).

### Redistribució postmortem
A l'estómac d'un cadàver si s'introdueix un líquid, pot passar a la sang, així com substàncies que eren a la sang o en els òrgans poden passar d'un compartiment a un altre.
Després de la mort, les substàncies poden emigrar com a conseqüència de dos mecanismes de difusió: un al llarg dels vasos sanguinis i un altre a través de les parets dels òrgans cap a les zones pròximes (difusió postmortem).

## Cinètica d'absorció
La velocitat amb què es produeix l'absorció correspon amb dos ordres cinètics diferents:
- La velocitat és constant i independent de la quantitat de producte que queda per absorbir: cinètica d'ordre zero.
- La velocitat és decreixent, ja que és funció del xenobiòtic present o restant per absorbir: cinètica de primer ordre o exponencial. És la que presenten la majoria dels xenobiòtics.

## Distribució o transport
Partint de la situació en la qual el xenobiòtic està ja en sang, aquesta el transporta i distribueix per tots els teixits corporals. Aquest transport depén de la irrigació dels xenobiòtics i del coeficient de repartiment de la substància.
El model més senzill és el model monocompartimental obert. S'accepta que la distribució del xenobiòtic es produeix de manera instantània a tots els fluids i teixits de l'organisme i es considera que els canvis en la sang es reflecteixen quantitativament en els altres fluids i teixits.
En els processos reversibles de primer ordre, la transferència d'un fàrmac es regeix per la primera llei de Fick, segons la qual el flux és directament proporcional al gradient de concentracions.

### Tipus de compostos
Segons les característiques fisicoquímiques dels xenobiòtics, podem diferenciar diversos grups segons siga el seu comportament en la fase de distribució:
- Productes hidròfils: una vegada en sang, es queden en el compartiment central amb una distribució pràcticament monocompartimental.
- Productes que passen al compartiment perifèric en escassa proporció i no es fixen allà. Experimenten una distribució bicompartimental en la qual s'arriba ràpidament l'equilibri de concentracions.
- Productes que es reparteixen entre els dos compartiments i amb poca fixació en teixits perifèrics. Aquest tipus de productes experimenten també una distribució bicompartimental.
- Productes que passen fàcilment a compartiments perifèrics i es retenen allà en dipòsits no aquosos en diversos nivells. El volum de distribució és superior al volum d'aigua de l'organisme.

### Biodisponibilitat
La biodisponibilitat ens indica la velocitat i la quantitat relativa del fàrmac que arriba intacte la circulació general, és a dir:
- La quantitat de principi actiu disponible al lloc d'acció.
- La velocitat amb què es fa disponible en aquest lloc.

Es distingeix entre biodisponibilitat absoluta i relativa.
- La biodisponibilitat absoluta es determina comparant els nivells sanguinis i l'excreció urinària posterior a una administració.
- La biodisponibilitat relativa compara els nivells hemàtics i/o urinaris d'un producte amb els d'un altre, absorbit per la mateixa via.

Quan dos productes, administrats a la mateixa dosi, presenten la mateixa biodisponibilitat, es diu que són bioequivalents.
Consegüentment, es defineix la biodisponibilitat com la fracció de la dosi absorbida que, sense canviar de forma, arriba llocs d'acció anomenats receptors. Podem expressar-la matemàticament de la següent manera:
B = D • Σ (F/I) TU
On:
- D: percentatge de la dosi que pot transformar-se en espècies absorbibles.
- Σ (F/I): relació de substàncies que afavoreixen o inhibeixen l'absorció.
- T: percentatge del xenobiòtic que és transportat.
- U: percentatge del xenobiòtic transportat que és utilitzat.

### Volum aparent de la distribució
És un espai virtual de distribució homogènia, on un fàrmac desenvolupa una cinètica idèntica. Aquest concepte tracta de significar la quantitat d'aigua corporal o de sang que seria necessària per contenir el fàrmac present en el cos si aquest estiguera repartit uniformement amb la mateixa concentració. Com aquest repartiment se sap que no és homogeni l'esmentat volum és només aparent i seria la relació entre la quantitat de xenobiòtic en el cos i la seua concentració en la sang o en el plasma.
El volum de la distribució depén del volum del líquid en el qual es dissol el xenobiòtic (el qual depén de cada producte i cada individu) i de la fixació als teixits.
El volum de distribució es pot calcular mitjançant la següent equació matemàtica:
Vd = Q0 / (Ke·AUC)
On:
- Q0: quantitat administrada en un moment donat.
- AUC: l'àrea sota la corba de concentracions hemàtiques o plasmàtiques (prèviament desenvolupades per poder concloure en aquesta fórmula)
- Ke: constant d'eliminació.
Aquesta equació serveix per a qualsevol via d'administració que permeta una absorció completa de la dosi tenint en compte que el Vd canvia amb les característiques fisicoquímiques del producte, unió a proteïnes, funció renal, metabolisme, etc.

## Cinètica d'eliminació
Són tots els processos que contribueixen a disminuir la concentració dels xenobiòtics en l'organisme, com ara la destrucció metabòlica (fonamentalment hepàtica) del tòxic i la seua excreció per orina, femta, alè, etc.
Normalment els mecanismes d'eliminació segueixen una cinètica de primer ordre (exponencial), però quan les concentracions del tòxic són grans i saturen els mecanismes d'eliminació, es compleix una cinètica d'ordre zero (velocitat constant).
Matemàticament pot dir-se que per a una eliminació amb cinètica de primer ordre, el temps d'eliminació (o de permanència) és proporcional al logaritme de la quantitat absorbida.

### Vida mitjana d'eliminació
La vida mitjana d'eliminació suposa el temps necessari perquè la quantitat acumulativa o la concentració es redueixin a la meitat. Amb això podem quantificar la permanència d'un xenobiòtic en l'organisme. Podem trobar-lo representat com t1/2.
Aquest concepte s'ha de referir a la fase d'eliminació o exponencial en què no hi ha absorció. Es calcula per:
t1/2 = 0.693/Ke
També es pot representar gràficament mitjançant el diagrama de Wagner.

### Corbes d'excreció urinària
Es realitzen a partir de mostres d'orina preses a intervals fixos, en què es determina la quantitat de xenobiòtics o metabòlits presents i no la seua concentració.
Hi ha dos tipus de corbes:
1. Corbes directes: en ordenades es representen les quantitats excretades per unitat de temps. La quantitat excretada en un instant o un interval de temps és una funció lineal de la quantitat que hi ha al plasma en aquest temps.
2. Corbes acumulatives: en ordenades es representen les quantitats totals excretades a intervals de temps, obtingudes sumant al valor trobat en cada determinació tots els anteriorment obtinguts. Són ascendents i el seu pendent va disminuint amb el temps fins a arribar a fer-se asimptòtica.

### Principi d'altiplà
Considerant simultàniament els processos d'absorció i eliminació pot arribar-se a conclusions realment interessants per a la toxicologia. Això és el que es diu el principi d'altiplà i ens proporciona informació sobre si el xenobiòtic s'acumula i quan aquesta acumulació esdevé en concentracions en el medi biològic que arriben a ser tòxiques.
Poden donar-se diversos tipus de combinacions:
- Absorció i eliminació d'ordre zero: les velocitats d'entrada i eixida serien independents de la quantitat de substància i només es produiria acumulació si, quan s'establisca l'equilibri de fluxos d'absorció i eliminació, la constant d'entrada és més gran que la constant d'eixida.
- Absorció d'ordre zero i eliminació de primer ordre: la velocitat d'entrada és constant però la velocitat d'eixida és proporcional a la quantitat acumulada en el moment d'equilibri de fluxos.
- Absorció i eliminació de primer ordre.

Després de complexes consideracions matemàtiques es pot dir que, el temps en què s'obté una concentració màxima en l'organisme no depén de la dosi absorbida, sinó de la constant d'eliminació (la qual és inversa a aquesta).
tmàx = 1/Ke

### Aclariment
Es refereix a la capacitat del cos per eliminar un xenobiòtic. Pot referir-se a cadascun dels compartiments corporals. Reflecteix la capacitat d'excreció de cada via o cada òrgan, i és un important paràmetre farmacològic.
Per definició, és la quantitat de sang o plasma alliberada completament del xenobiòtic, en la unitat de temps establerta. Es calcula com la relació entre la quantitat de substància eliminada per unitat de temps i la concentració sanguínia. Per l'orina serà:
Cl = (CU · V)/CP
On:
- CU: concentració en orina
- CP: concentració en plasma
- V: volum en orina per minut
S'ha demostrat que per a qualsevol òrgan l'aclariment ve donat segons la següent equació:
Cl = F · [Clint / (F + Clint)]
On:
- F: flux sanguini en l'òrgan
- Clintrínseco: aclariment màxim de l'òrgan
El Cl depén del flux i de la concentració del producte en la sang a l'entrada i eixida; quan el coeficient de repartiment és major que 1,8 la dependència és forta, però quan el coeficient de repartiment és menor que 0,2 és independent. La capacitat d'un òrgan per eliminar (E) una substància, sent CA la seua concentració en sang arterial i CV en la venosa, seria:
E = [(CA - CV)/CA]
I l'aclariment:
Cl = F · [(CA - CV) / CA]
Per als xenobiòtics que realitzen un primer pas pel fetge, l'aclariment pot ser un índex del funcionament hepàtic. El Cl total d'un individu és la suma dels seus Cl parcials:
Clsistèmic = Clhepàtic + Clrenal + Clpulmonar + Cl ...

## Factors que afecten la toxicocinètica
La toxicocinètica no és una ciència exacta i les seues diferents fases poden ser afectades per nombrosos factors.
Els fàrmacs que precisen ser hidrolitzats en el cos per activar-se, depenen de l'activitat de les esterases sanguínies. En els xiquets prematurs i en els nounats l'activitat d'aquests enzims és el 50-64% de la dels adults.
Durant l'embaràs la distribució dels fàrmacs està afectada perquè també ho estan les proporcions d'aigua intra i extracel·lular. Els canvis hormonals també afecten l'activitat i això repercuteix en l'aclariment.
Durant el desenvolupament del fetus, augmenta el volum de distribució de la mare, així com la capacitat metabòlica del fetus i de la placenta. La fase del cicle menstrual, l'ús d'anticonceptius hormonals i els estats de menopausa i andropausa poden alterar les concentracions dels fàrmacs en el sèrum sanguini.
Un altre factor que afecta en gran manera és l'absorció coordinada de diferents substàncies.

## Aplicacions de la toxicocinètica
1. Estimació de les velocitats d'absorció, metabolisme i eliminació dels xenobiòtics i el grau d'unió d'aquests a les proteïnes transportadores.
2. Disminució de la biodisponibilitat dels tòxics absorbits i la seua aplicació terapèutica.
3. Recollida de determinacions dels xenobiòtics en mostres corporals per tenir més bases científiques.
4. Càlcul de la capacitat límit del metabolisme o excreció d'un tòxic
5. Estudi de la interacció dels xenobiòtics entre si i amb els aliments.
6. Detecció de reaccions indesitjables dels medicaments.
7. Ecotoxicologia: predicció de l'acumulació i transferència de compostos químics entre els éssers vius i el medi ambient.